# Héctor Olivera (Regisseur)
Héctor Olivera (* 5. April 1931) ist ein argentinischer Filmregisseur und -produzent sowie Drehbuchautor.

## Leben
Olivera begann seine Karriere in der Filmindustrie im Alter von siebzehn Jahren als zweiter Regieassistent. Er gründete 1956 seine eigene Produktionsfirma und produzierte während seiner Laufbahn über 100 Spielfilme.
Im deutschen Sprachraum erlangte er in den 1970er und 1980er Jahren eine gewisse Bekanntheit, als mit La Patagonia rebelde (1974) und Schmutziger Kleinkrieg (1983) zwei seiner Filme mit einem Silbernen Bären ausgezeichnet wurden. Ab Mitte der 1980er Jahre führte er zudem Regie bei fünf Werken von Roger Corman, darunter Barbarian Queen und Wizards of the Lost Kingdom (beide 1985).

## Filmografie (Auswahl)
- 1964: Primero yo (Drehbuch)
- 1971: Los Neuróticos (Drehbuch, Regie)
- 1973: Las Venganzas de Beto Sánchez (Regie)
- 1974: La Patagonia rebelde (Regie)
- 1976: El canto cuenta su historia (Regie)
- 1979: Die Großmutter (La nona, Regie)
- 1983: Schmutziger Kleinkrieg (No habrá más penas ni olvido, Regie)
- 1985: Barbarian Queen (Regie)
- 1985: Wizards of the Lost Kingdom (Regie)
- 1986: Im Reich der Amazonen (Amazons, Produktion)
- 1987: Mystor – Der Todesjäger II (Deathstalker II, Produktion)
- 1990: Negra medianoche (Regie)
- 1993: El Caso María Soledad (Regie)
- 1994: Una sombra ya pronto serás (Drehbuch, Regie)
- 2001: Antigua vida mía (Regie)

## Auszeichnungen
- Silberner Bär 1974: Spezialpreis der Jury (La Patagonia rebelde)
- Silberner Bär 1984: Spezialpreis der Jury (Schmutziger Kleinkrieg)
- Festival du Film Policier de Cognac 1985 (Schmutziger Kleinkrieg)